# 康樂設治局
康乐设治局，民國時設置於甘肃省的設治局，位于甘肃东南，今甘肃省康乐县。

## 历史沿革
民国二十一年（1932年）6月，析临洮、临潭、岷县设置洮西设治局，治所在丰台堡（今康乐县苏集镇东丰台村）。民国二十二年（1933年）2月，更名为康乐设治局，以宋代曾于当地设置康乐寨而得名。局所驻新集堡（今康乐县附城镇），属甘肃省第一行政督察区。民国二十九年（1940年）8月改县。

## 註腳
1. ↑  《康乐县志》，三联书店，1995年，第28页。
2. ↑  《国民政府公报》渝字第287号，1940年8月28日，第29页。